# Augusto Gansser-Biaggi
Augusto Gansser-Biaggi (né le 28 octobre 1910 à Milan, mort le 9 janvier 2012 à l'âge de 101 ans) est un géologue et explorateur suisse, originaire de Bâle et Lugano, spécialiste de l'Himalaya.

## Biographie
Il voyagea à travers le monde pour ses recherches : Groenland (1934), Himalaya (1936), Colombie (1937-1945), Trinidad (1947-1950), Perse (1951-1958). À partir de 1958, il fut professeur de géologie à l'université et à l'École polytechnique fédérale de Zurich d'où il dirigea des recherches en Himalaya (Népal, Inde, Bhoutan). En 1980, il fut invité au Tibet par Deng Xiao Ping.
Il contracte la malaria lors de l'expédition suisse dans l'Himalaya en 1936.

## Récompenses
- Médaille Patrons de la Royal Geographical Society à Londres pour le livre : The Geology of the Himalayas
- Médaille Wollaston de la Geological Society of London en 1980.
- Prix Gaudry
- Médaille Steinmann
- Albert Mountain Award[4]  en 1998
- En 1983, l'université de Peshawar au Pakistan lui décerna le titre de "Baba Himalaya" (Père de l'Himalaya).
- En 2005, il devint membre honoraire de la Société népalaise de géologie.